# Ángel Frumento
Ángel Frumento (ur. ? – zm. ?) – argentyński piłkarz, grający podczas kariery na pozycji pomocnika.

## Kariera klubowa
Ángel Frumento podczas piłkarskiej kariery występował w CA Banfield.

## Kariera reprezentacyjna
W reprezentacji Argentyny Frumento występował w 1920. W reprezentacji zadebiutował 8 sierpnia 1920 w wygranym 1-0 meczu z Urugwajem, którego stawką było Gran Premio de Honor Argentino.
W 1920 wystąpił w Mistrzostwach Ameryki Południowej. Na turnieju w Valparaíso wystąpił we wszystkich trzech meczu z Urugwajem, Chile i Brazylią, który był jego ostatnim meczem w reprezentacji.
Ogółem w barwach albicelestes wystąpił w 4 meczach.
| Mecze i gole w reprezentacji | Mecze i gole w reprezentacji | Mecze i gole w reprezentacji | Mecze i gole w reprezentacji | Mecze i gole w reprezentacji | Mecze i gole w reprezentacji | Mecze i gole w reprezentacji |
| #                            | Data                         | Miasto                       | Przeciwnik                   | Gol                          | Wynik                        | Rozgrywki                    |
| ---------------------------- | ---------------------------- | ---------------------------- | ---------------------------- | ---------------------------- | ---------------------------- | ---------------------------- |
| 1.                           | 08.08.1920                   | Buenos Aires                 | Urugwaj                      |                              | 1:0                          | Gran Premio Argentino        |
| 2.                           | 12.09.1920                   | Valparaíso                   | Urugwaj                      |                              | 1:1                          | Copa América                 |
| 3.                           | 20.09.1920                   | Valparaíso                   | Chile                        |                              | 1:1                          | Copa América                 |
| 4.                           | 25.09.1920                   | Valparaíso                   | Brazylia                     |                              | 2:0                          | Copa América                 |